# Восстание в Жидкинском районе
Восстание в Жидкинском районе (также восстание «Ундино-Талангуйской повстанческой бригады») — это восстание крестьян против советской власти из сёл Жидкинского, Оловяннинского, Нерчинского и Шилкинского районов случившееся в 1930 году. В общей сложности в восстании участвовало 1342 человека из 43 сёл. Повстанцы организовали два полка с шестью эскадронами, разведкой и контрразведкой. В результате боёв один из полков был разбит, а другой самораспустился, некоторые из восставших ушли в Маньчжурию. В скором времени под руководством М. Постоногова была собрана небольшая группа из уцелевших повстанцев, но и она была разбита, в 1931 году.

## Предыстория
Экономическое положение Жидкинского района выражало собой земледельческо-скотоводческое направление, было большое количество посева и скота. Район состоял из 27 тысячи человек, объединенный 46 бывшими казачьими сёлами. Также, здесь находились золотые прииски треста «Союззолото», которые состояли из трёх рудоуправлений в лице Шахтаминского, Новотроицкого и Казаковского. Таким образом, жители всегда были при работе и не сильно бедствовали, в основном большинство относилось к крепким середнякам.
Перед восстанием в официальный список кулаков властью было отнесено 67 домохозяйств.
В 1929—1930 гг. в районе началась коллективизация с принудительной хлебозаготовительной кампанией.

## Восстание
Восстание началось 9 июня 1930 года в 19:00 в селе Буторское, к которому постепенно подключились и другие сёла.
Всего в восстании приняло участие 1342 человека из 43 сёл.
Известно следующее количество участников по некоторым из сёл:
- Унда — 143 человека;
- Ново-Георгиевское — 114 человека;
- Новотроицкое — 103 человека;
- Ложниково по Унде — 50 человек.

Больше половины восставших, 694 человека, были середняками. Остальные 271 человек — бедняки, 49 — батраки, 12 — колхозники, 16 — служащие, 60 — рабочие, 58 — кулаки. Среди восставших 148 человека были бывшими белыми, 45 — бывшими красными партизанами, 17 — комсомольцы.
9 июня 1930 года одна из групп восставших под командованием Я. Божедомова вышла из Буторского села и отправилась в одну из коммун, в которой отобрала оружие, арестовала коммунаров, коммунарок, в том числе детей, и отправила всех их в село.
Ещё одна группа в это время арестовывала коммунаров в самом селе.
В это время в других сёлах рядом с Ундой тоже начали проходить выступления восставших. Например, в селе Матусово восставшие захватили оружие, арестовали 20 человек, в числе которых были председатель сельсовета, председатель коммуны, инструктор исполкома Сараева и двое учителей.
В селе Онохово произошёл трагический эпизод. Группа восставших, куда входили Иван Подойницын, А. Подойницын, Д. Онохов попыталась разоружить членов партийной ячейки. Член партии Иннокентий Подойницын сопротивлялся этому и схватился за винтовку Онохова, пытаясь вырвать её из рук. В этот момент, когда в дом вошёл Иван Подойницын, произошёл случайный выстрел и ранил Ивана Подойницына. В ответ на это Иван Подойницын достал винтовку и намертво застрелил своего однофамильца Иннокентия Федотовича Подойницына.
Оноховская коммуна в итоге была разогнана.
В селе Усть-Ягье местная партийная ячейка тоже была разоружена. Один из участников восстания И. Федотов убил председателя сельсовета и организатора коммуны Андрея Ушакова.

В итоге повстанцы сёл Буторское, Ново-Георгиевское, Барановское, Новотроицкое, Ложниково по Унде, Нижний Кокуй, Ново-Ивановское разоружили свои коммуны и осели вблизи Ново-Георгиевского села для совещания, а именно для плана захвата Новотроицких приисков. Когда началась операция к восставшим присоединились рабочие, и рудниковая контора в итоге была захвачена. Восставшие захватили склад и забрали 240 лошадей, но оставили золото на месте. В скором времени случился митинг на котором Александр Ваулин заявил:
«Долой коммунистов! Да здравствует Советская власть без таковых!»
Очень скоро к восстанию присоединились село Пешково Нерчинского района и село Котельниково.
Вечером 10 июня в селе Онохово восставшие собрались вместе и выбрали название для своего отряда — «Ундинский повстанческий отряд». Командиром отряда был выбран Иннокентий Спиридонович Подойницын, а сам отряд разделили на 8 эскадронов.
11 июня 6 эскадронов отправились поднимать восстания в сёлах Унда, Бочкарево, Елкино, Казаково и в итоге дошли до села Маректы. Меж тем, эскадрон Литвинцева захватил агентуру Дальгосторга и боеприпасы в селе Ложниково. Было образованы ещё 4 эскадрона.
После сел Маректа и Ложниково отряд отправился в Верх-Гирюнино для очередного совещания. Было решено из имевшихся 12 эскадронов сформировать бригаду под названием «Ундино-Талангуйская повстанческая бригада». Саму бригаду разбить на два полка (Первый повстанческий и Второй повстанческий). Командиром бригады стал Иван Фомин. Командиром Первого полка — Федор Сверкунов, командиром Второго полка — Василий Литвинцев.
Вооружения у восставших было на 20-25 % от необходимого. Отсутствовали пулеметы и не было автоматических ружей. Около трети восставших были безоружны. Однако восставшие смогли соорудить передвижную оружейную мастерскую. Постепенно у восставших в ходе операций по разоружению партийных ячеек стали появляться наганы и гранаты. После захвата рудника Широкий у повстанцев также появились и винтовки. Восставшие хорошо были обеспечены лошадьми.

## Итоги
Восстание было подавлено 70-м отдельным Читинским дивизионом войск ОГПУ и 2-м Дальневосточным кавалерийским полком войск ОГПУ. Основные бои между восставшими и войсками ОГПУ пришлись на 16, 17 и 18 июня.
В скором времени под руководством М. Постоногова была собрана небольшая группа из уцелевших повстанцев, но и она была разбита, в 1931 году. 28 сентября 1931 года Постоногов был убит.
Восемь человек приговорили к расстрелу, среди них — И. Литвинцев, П. Фомин, И. Федоров. Осуждены на разные сроки — 284 человека, уголовное преследование прекращено у 56 человек.